# 2968 Iliya
A 2968 Iliya (ideiglenes jelöléssel 1978 QJ) egy marsközeli kisbolygó. Nyikolaj Sztyepanovics Csernih fedezte fel 1978. augusztus 31-én.